# Launch Control Center
Launch Control Center (LCC) è un edificio di quattro piani presso il Kennedy Space Center della NASA a Merritt Island in Florida, usato per gestire i lanci spaziali dal Complesso di lancio 39 del Kennedy Space Center. Il LCC si occupa di tutti i voli spaziali statunitensi con equipaggio umano. Il LCC contiene, nel lato sudorientale del Vehicle Assembly Building, uffici; tracciamenti telemetria, tracciamento, e strumentazione; l'automatizzato Launch Processing System; e quattro sale di controllo (o firing room).
LCC ha condotto lanci da quello dell'Apollo 4 (Apollo-Saturn 501) del 9 novembre 1967. Il primo lancio con equipaggio del LCC fu l'Apollo 8 il 21 dicembre 1968. Anche il programma Space Shuttle ha usato il LCC. La NASA ha ristrutturato il centro per le prossime missioni dello Space Launch System (SLS), il cui inizio è previsto per il 2020 con Artemis 1.

## Sale di controllo

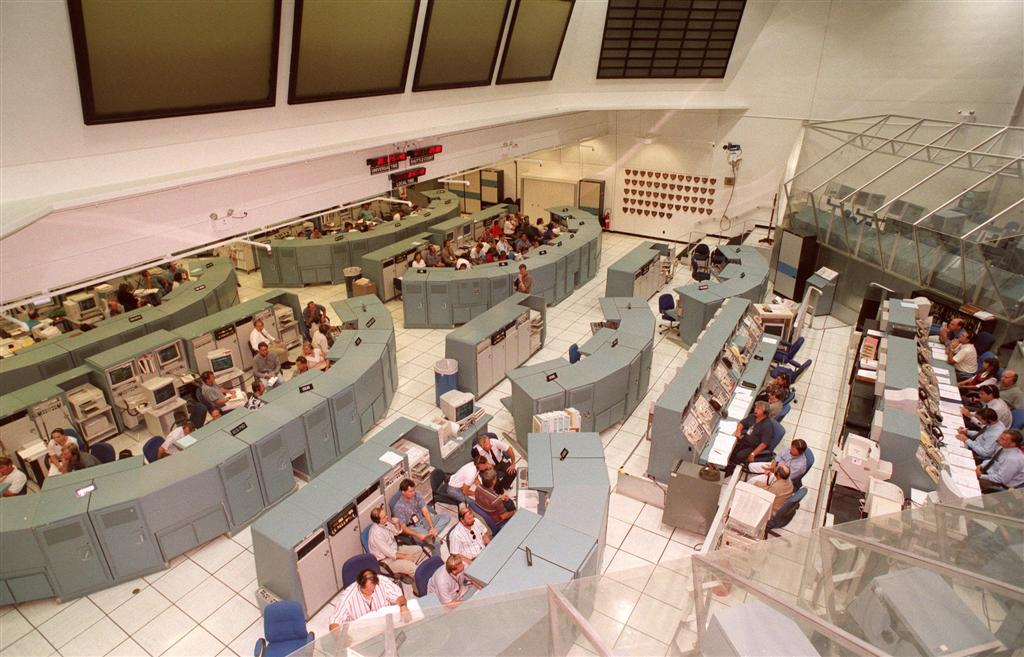
La Control Room 1 configurata per i lanci dello Space Shuttle

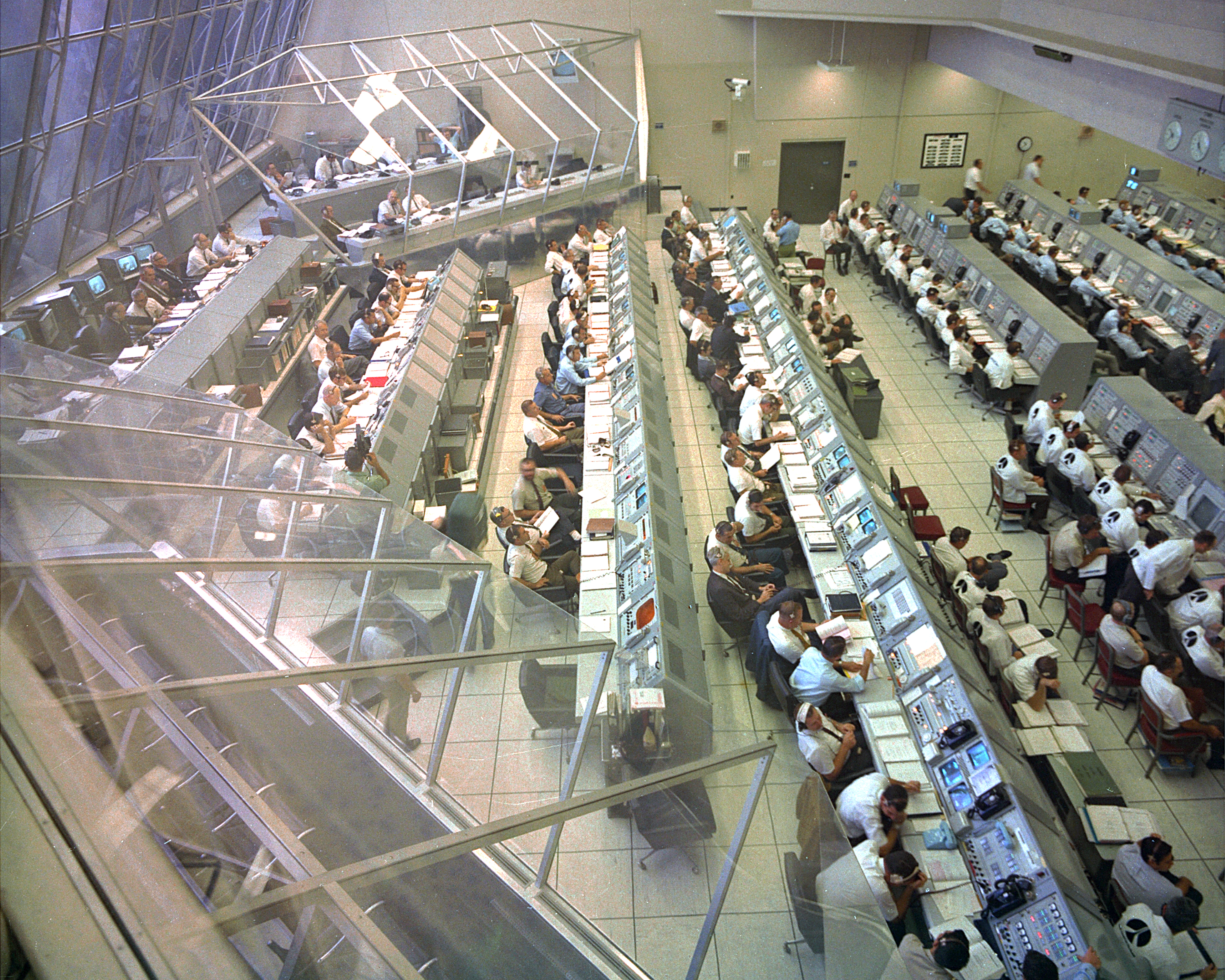
La Control Room 2 nel periodo del programma Apollo

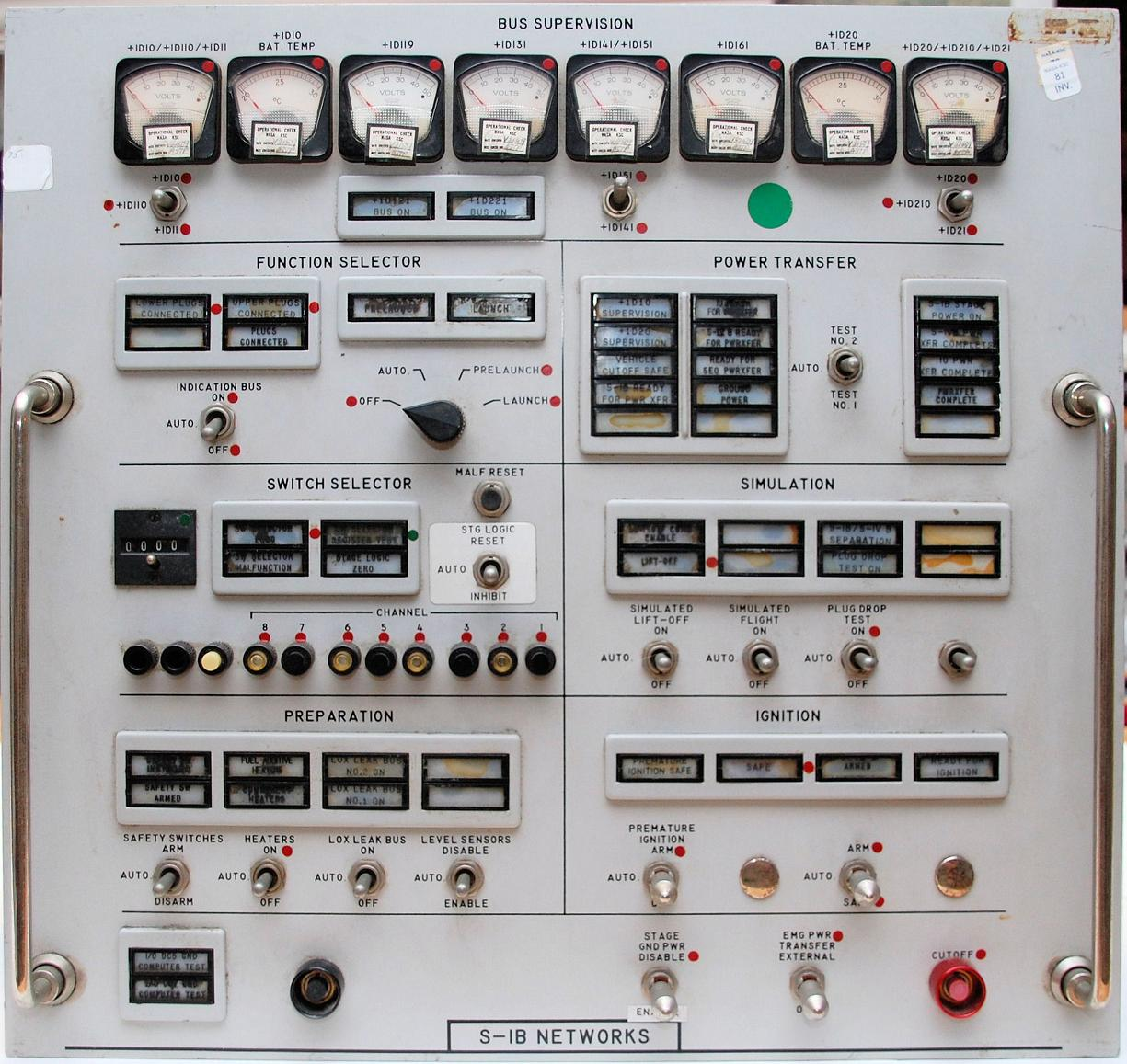
Un pannello di controllo del Saturn I-B di una firing room del periodo Apollo

Le operazioni di lancio sono supervisionate e controllate da molte sale di controllo (anche conosciute come firing room). I controllori si occupano della checklist pre-lancio, del booster e della navicella. Una volta che il razzo ha lasciato la torre di lancio (solitamente nei primi 10–15 secondi), il controllo passa al Centro di controllo missione Christopher C. Kraft Jr. del Johnson Space Center.

## Personale principale

### Direttore di lancio (LD)
Il direttore di lancio (Launch Director) è a capo del team di lancio e ha il compito di dare la decisione finale "go" o "no go" per il lancio dopo aver chiesto ai membri più importanti.

### Direttore di flusso (FD)
Il direttore di flusso (Flow Director) è responsabile della preparazione della navicella per il lancio, e rimane nel LCC in qualità di consigliere.

### Direttore di test NASA (NTD)
Il direttore di test NASA (NASA Test Director) è responsabile di tutti i collaudi pre-lancio, che coinvolgano l'equipaggio, l'orbiter, il serbatoio esterno o il booster, o l'attrezzatura per il supporto da terra. Il NTD è anche responsabile della sicurezza di tutto il personale sulla rampa dopo il rifornimento di carburante. Fa rapporto al direttore di lancio.

## Galleria d'immagini

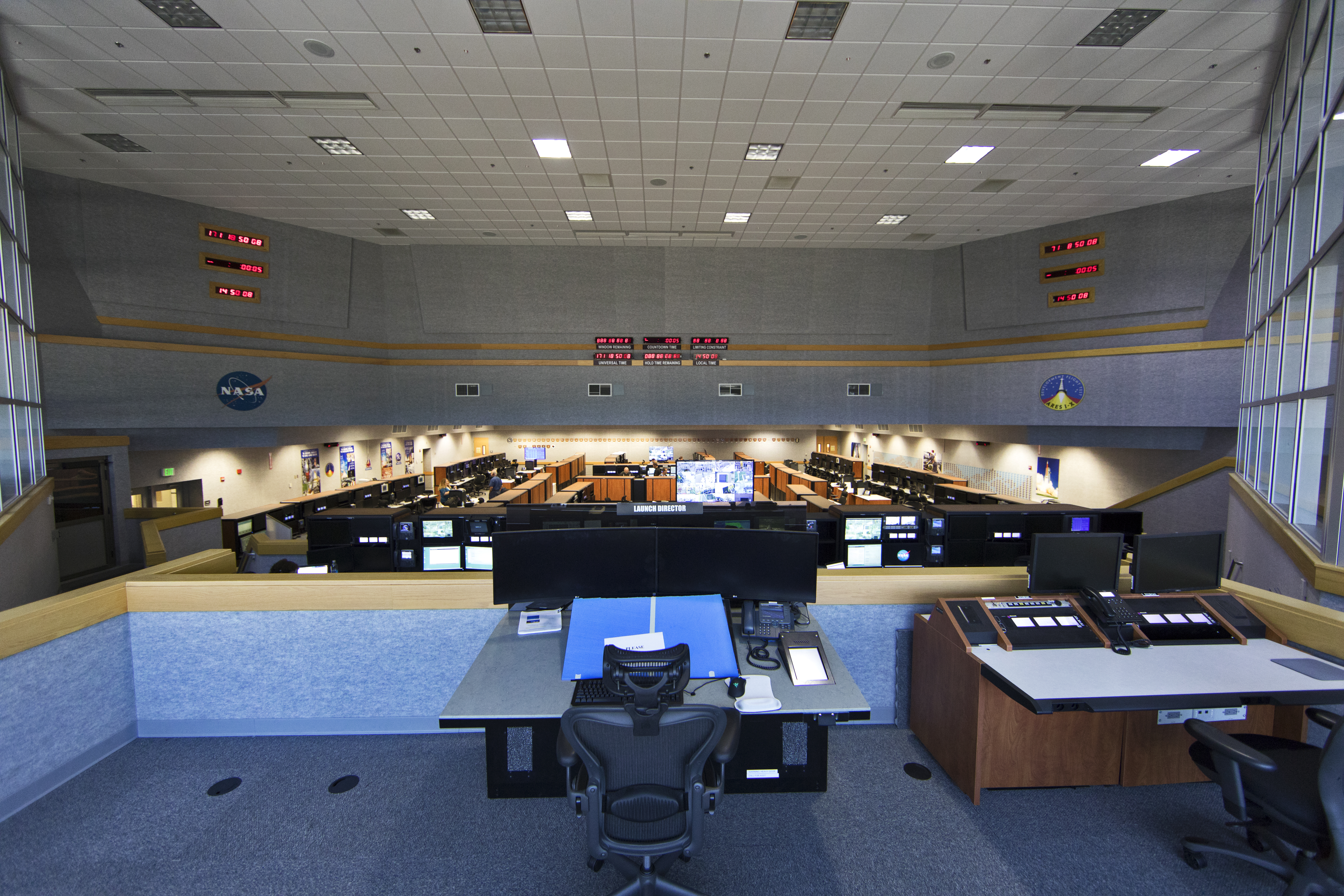
Interni della sala di controllo 2 recentemente ristrutturata nel 2018

### Fonti
- LAUNCH CONTROL CENTER, su science.ksc.nasa.gov. URL consultato il 20 luglio 2019 (archiviato dall'url originale il 21 gennaio 2019).
- Main page of Launch Control Center (LCC), su science.ksc.nasa.gov. URL consultato il 20 luglio 2019 (archiviato dall'url originale il 3 marzo 2019).
- Space Shuttle Launch Team, su science.ksc.nasa.gov. URL consultato il 20 luglio 2019 (archiviato dall'url originale il 18 agosto 2020).